# Fucecchio
Fucecchio è un comune italiano di 22 831 abitanti della città metropolitana di Firenze in Toscana, nel Valdarno inferiore. Fa parte dell'Unione dei Comuni del Circondario Empolese Valdelsa e del Comprensorio del Cuoio.

## Geografia fisica
Il comune si trova sulla riva destra del fiume Arno, al confine tra la città metropolitana di Firenze e le province di Pisa, Lucca e Pistoia e vicino all'area umida del Padule di Fucecchio.
Il suo territorio ricopre una superficie di 65 km², mediamente sui 25 m s.l.m. Il paese si estende in parte adagiato su di un colle, che fin dall'antichità ha preso il nome di "Poggio Salamartano", ed è caratterizzato da una porzione pianeggiante, posta all'estremità meridionale e settentrionale, una porzione collinare, caratterizzata dall'ambito delle Cerbaie e di Montellori, ed infine da una porzione di area depressa, che afferisce al Padule di Fucecchio.
Distante circa 45 chilometri da Firenze e 38 da Pisa, inserito nel Comprensorio del Cuoio, confina a nord con i comuni di Chiesina Uzzanese e di Ponte Buggianese, a est con i comuni di Larciano e Cerreto Guidi, a sud con il Comune di San Miniato e a ovest con i comuni di Santa Croce sull'Arno, di Castelfranco di Sotto e di Altopascio.
- Classificazione sismica: zona 3S (sismicità medio-bassa), Ordinanza PCM 3519 del 28/04/2006
- Classificazione climatica: zona D, 1728 GG
- Diffusività atmosferica: media, Ibimet CNR 2002

## Origini del nome
Il toponimo deriva dal latino ficus, ovvero da *ficetulum, nome collettivo che segnala la presenza di molte piante di fico. Il toponimo è ben attestato in epoca medievale come Ficcicclo (1027), Ficecli (1034), ficecchio (1260) e da qui il nome attuale.

## Storia
Le origini di Fucecchio s'intrecciano con la storia di una delle famiglie comitali toscane più potenti del medioevo, i Conti Cadolingi, potente casata di origine longobarda che fondò in questo luogo sia il castello di Salamarzana sia l'abbazia di San Salvatore. L'età comunale fu un periodo di intensa crescita in cui Fucecchio ebbe importanza strategica in quanto territorio di frontiera nelle dispute fra Lucca e Firenze, vide le gesta e talvolta ne decise le sorti di Castruccio Castracani. Il 14 dicembre 1330, a seguito di propria istanza, il comune di Fucecchio entrò sotto la potestà della Repubblica Fiorentina e da quella data ne seguì le sorti e i voleri, accettando tra le altre cose anche il Podestà che sarebbe stato designato dalla Signoria. Intorno alla metà del 1300 la crescita demografica fu frenata da una grave pestilenza e la popolazione fu decimata. La ripresa fu lenta e coincise con il ripopolamento delle campagne a partire dal 1500, diventando ancora più rapida dalla seconda metà del 1700. Così, nel 1800, Fucecchio era di nuovo un paese popoloso con le attività principali legate alla manifattura, all'artigianato e al piccolo commercio; ma sarà nel secondo dopoguerra che incontrerà la sua vera "rivoluzione industriale" grazie allo sviluppo dei settori conciario e calzaturiero. Nel XIX secolo la comunità seguì e partecipò alle vicende storiche risorgimentali esprimendosi con una delle figure più importanti dell'epoca, Giuseppe Montanelli. Il 23 agosto 1944 le frazioni di Querce e Massarella furono tra le località colpite dall'eccidio del Padule di Fucecchio nel quale la 26ª divisione corazzata dell'esercito tedesco nazista uccise un totale di 175 civili (di cui uno solo partigiano). Fucecchio fu liberata il 1º settembre 1944 dalla formazione partigiana della Brigata Garibaldi capeggiata da Mario Corona il giorno prima dell'arrivo delle truppe americane.

### Simboli
Lo stemma e il gonfalone di Fucecchio sono stati concessi con decreto del presidente della Repubblica del 2 ottobre 1988.
La figura nello scudo si trova descritta fin dal 1293.
Il gonfalone è un drappo troncato di nero e di bianco.

### Onorificenze
Fucecchio è tra le città decorate al valor militare per la guerra di liberazione, insignite della croce di guerra al valor militare e, cumulativamente assieme ai Comuni di Monsummano Terme, Ponte Buggianese e Cerreto Guidi, della Medaglia d'argento al merito civile, per i sacrifici delle sue popolazioni e per l'attività nella lotta partigiana durante la seconda guerra mondiale:

## Monumenti e luoghi d'interesse

### Architetture religiose

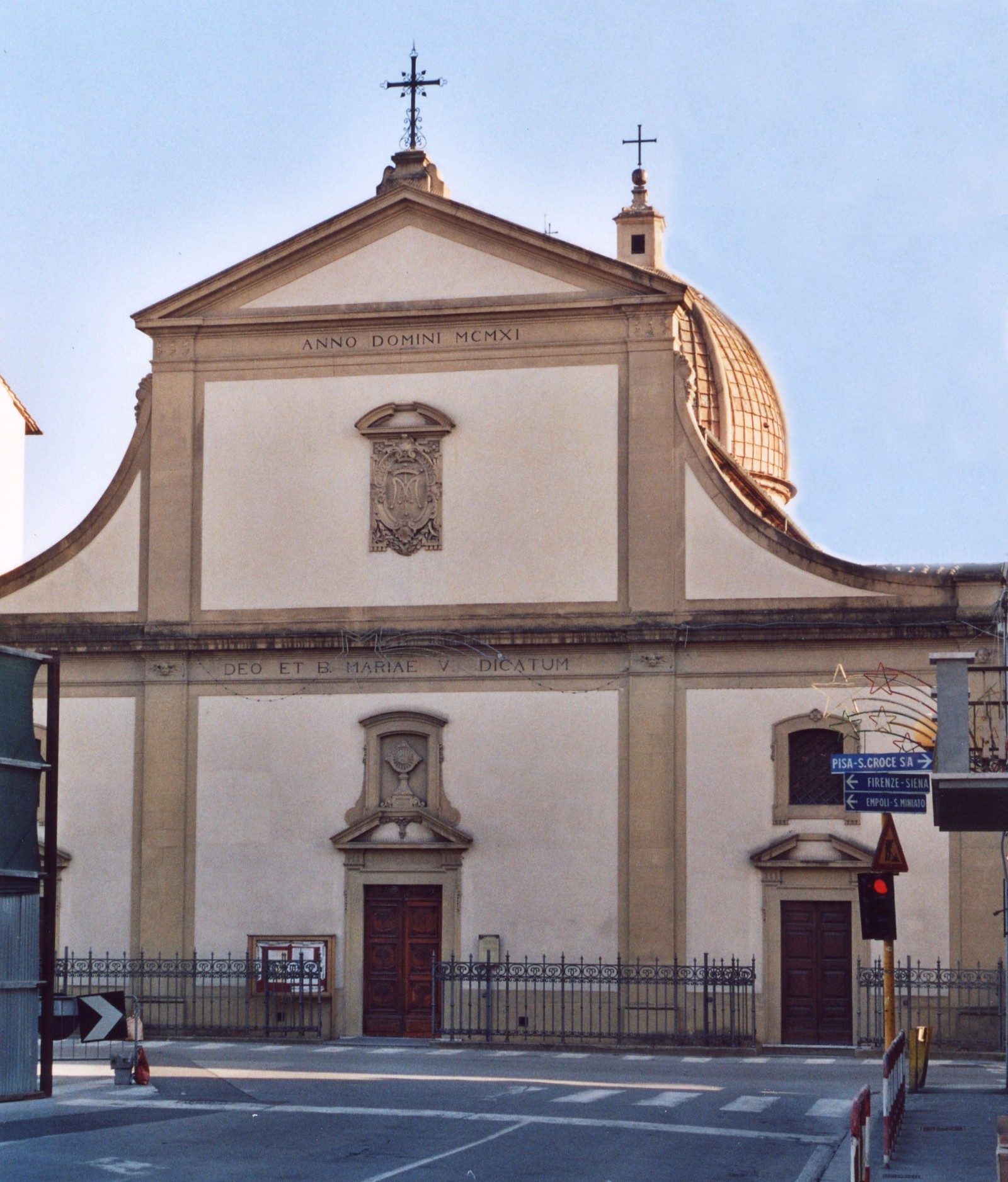
Chiesa di Santa Maria delle Vedute

- Collegiata di San Giovanni Battista (piazza Vittorio Veneto), documentata fin dall'XI secolo, fu demolita alla fine del Settecento per far posto ad una nuova e più ampia costruzione. L’ingresso principale è raggiungibile sia dal Poggio Salamartano che da piazza Vittorio Veneto mediante un’ampia scalinata in pietra. Il vasto interno, a croce latina con cappelle laterali, è in stile neoclassico.
- Abbazia di San Salvatore (Poggio Salamartano), eretta nel 1001 presso l'oratorio di San Salvatore, fondato dal conte Cadolo presso l'Arno nel 986. All’esterno sono visibili elementi risalenti al periodo alto medievale, così come all’età medievale è riferibile la robusta torre campanaria che si eleva sul lato posteriore. L'interno della chiesa è ad unica ampia navata secondo il tipico schema francescano. L'oratorio ospita dipinti di Giorgio Vasari.
- Oratorio della Madonna della Ferruzza (via della Ferruzza 24), piccola chiesa situata a metà costa della pendice occidentale del colle su cui sorge la parte medievale del paese. Conserva all'interno un affresco di Filippino Lippi[13]. L'entrata principale è sormontata da un portico romanico a tre arcate, a cui si accede mediante una scalinata in pietra, a fianco della quale si può osservare un antico lavatoio pubblico.
- Chiesa di Santa Maria delle Vedute (via Dante Alighieri 1), edificata nella prima metà del 1700 per ampliamento dell’oratorio di San Rocco fuori le mura, la chiesa prende il nome dall’immagine della Madonna che vi fu trasferita nel 1730 dalla località Le Vedute, nei boschi delle Cerbaie.
- Convento della Vergine (piazza La Vergine), la chiesa e il convento furono edificati agli inizi del Seicento nel luogo detto "alle Cinque Vie", all'incrocio di importanti strade di comunicazione. Al suo interno vi si conservano le spoglie di san Teofilo da Corte.
- Santuario di Santa Maria alla Querce (via della Cellina 14), situato al limite settentrionale del comune ha origini poco conosciute. Già nel Medioevo esisteva una chiesa ubicata più in basso rispetto all’attuale, ma è soltanto all’inizio del XVII secolo che questo luogo vive una nuova stagione, diventando un luogo di culto mariano.
- Chiesa di San Pietro (piazza della Chiesa, San Pierino)
- Chiesa di San Bartolomeo (via San Bartolomeo, Ponte a Cappiano)
- Chiesa di San Gregorio Magno (via San Gregorio, Torre)
- Chiesa di Santa Maria (piazza Sette Martiri, Massarella)

### Architetture civili

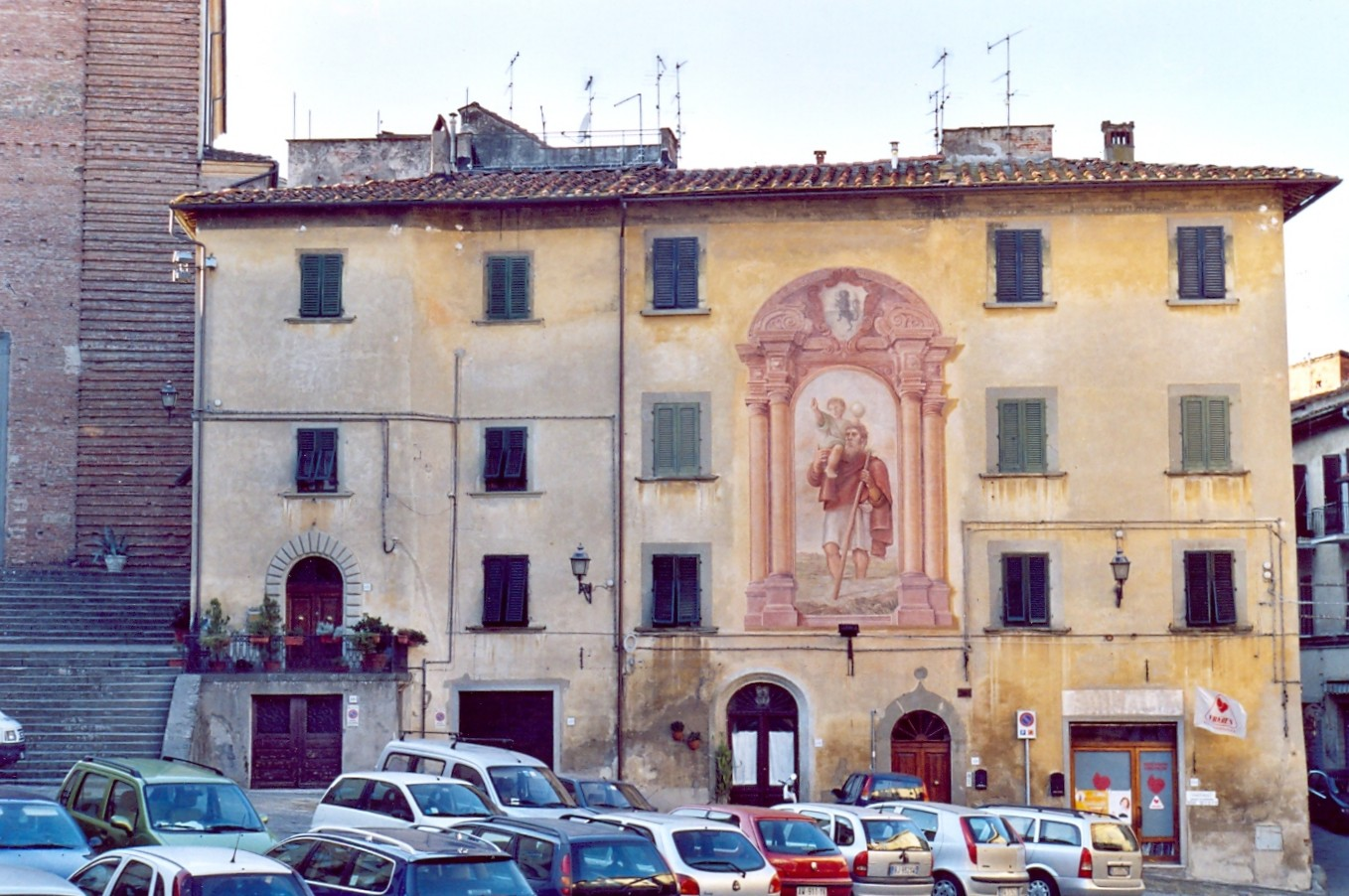
S.Cristoforo - dipinto

- Palazzo Montanelli della Volta (via G. di San Giorgio 2), è probabile che il palazzo sia sorto nel Cinquecento per unione delle antiche abitazioni preesistenti. Attualmente è sede della Fondazione Montanelli Bassi.
- Palazzo Corsini (piazza Vittorio Veneto), situato nell'area dell'antica Rocca fiorentina, presso la quale venne ritrovato un pezzo degli scacchi, probabilmente una regina, databile tra la fine del Trecento e la prima metà del Quattrocento, forse appartenente ad una serie in uso ai soldati che per tutto il XIV secolo sorvegliarono la Rocca. Oggi, ospita il museo civico e diocesano, la biblioteca comunale e l'archivio storico.
- Palazzo del Podestà o Palazzo Pretorio (piazza Vittorio Veneto), la sua costruzione iniziò nel 1304 e alla fine del Seicento l'area fu ulteriormente allargata. Oltre che residenza dei podestà, è stato sede del Vicariato regio e, nel XVIII secolo, ha ospitato al suo interno il Teatro della locale Accademia dei Fecondi. Ha subito poi la trasformazione in carcere mandamentale, in sede di Pretura e, infine, prima dell'ultima guerra, dell'Arma dei Carabinieri.
- Palazzo Montanelli Ducci (via Lamarmora 34), esempio di architettura barocca toscana oggi è sede del Comune di Fucecchio.
- Palazzo Nelli (via Machiavelli 28), altro esempio minore, seppur raffinato, di architettura barocca toscana.
- Palazzo Landini Marchiani (via Landini Marchiani 43), progettato poco prima della metà del Settecento dall’ingegner Angelo Mascagni oggi è sede dell'Arma dei Carabinieri.
- Villa Bassi (via Pesciatina 3), oggi di proprietà privata fu il luogo in cui Indro Montanelli da ragazzo trascorse molto tempo ospite della famiglia del sindaco Emilio Bassi.

### Altro
- Poggio Salamartano, costituisce il polo religioso del paese da cui si accede alla collegiata di San Giovanni Battista e all'abbazia di San Salvatore.
- Ponte Mediceo, ponte fortificato situato a Cappiano con annessi una pescaia ed un mulino, utilizzato nel 1400 come chiusa per regolare il deflusso delle acque del Padule. Nel 1550 Cosimo I fece ricostruire dandogli la forma attuale. A causa dei danni subiti durante la guerra, il ponte è rimasto per molto tempo nascosto da impalcature fino a quando, in occasione del Giubileo del 2000, è ritornato al suo antico splendore grazie ai finanziamenti ottenuti dal Comune. Oggi è adibito ad ostello.
- Monumento a Giuseppe Montanelli, posto nella centralissima piazza Montanelli, di Raffaello Romanelli (inaugurato il 17 luglio 1892); il patriota è rappresentato in piedi, con il braccio destro al collo, in ricordo della battaglia di Curtatone e Montanara, con un plico nell'altra mano, appoggiato su una pila di libri, immagine che ha dato origine al soprannome Ca'a 'libri.
- Monumento ai Caduti, di Augusto Miniati (1922)
- La Libertà in un nastro, monumento a Indro Montanelli (2017)

## Società

### Evoluzione demografica
La popolazione residente al 31 dicembre 2018 è di 23 080 abitanti, di cui il 73% residente nel capoluogo. La frazione con il maggior numero di residenti è S.Pierino con il 10% della popolazione. In ottica generale, si è assistito a due ondate di rapida crescita demografica, la prima dal 1965 al 1979 ha consentito alla popolazione residente di raggiungere quota 20 000 abitanti. La seconda, a partire dal 1994, dopo un luogo periodo di stabilità, è rappresentata dal fenomeno immigratorio da altri paesi. Dal 2014 al 2018 la popolazione è però diminuita di 651 unità.
Abitanti censiti

### Etnie e minoranze straniere
Al 31 dicembre 2023 la popolazione straniera  residente a Fucecchio è di 3.880 persone, pari al 17,52% dei residenti.

### Tradizioni e folclore
- Palio di Fucecchio, promosso dal Comune di Fucecchio e dall'associazione Palio delle Contrade, si svolge la penultima domenica del mese di maggio. Durante la mattina si tiene il corteo storico lungo le vie del paese, con oltre 1200 figuranti in costumi d'epoca, mentre il pomeriggio è riservato alla competizione vera e propria con la corsa dei cavalli montati a pelo dai fantini.

## Cultura

### Musei
- Museo Civico e Diocesano di Fucecchio (Piazza Vittorio Veneto 27), fondato nel 1969 è stato riaperto nel 2004 nella cornice di Palazzo Corsini. Articolato in tre sezioni (archeologica, storico-artistica, naturalistica) fa parte della Rete Museale del Valdarno di Sotto e del Museo Diffuso Empolese Valdelsa.
- Fondazione Montanelli Bassi (Via G. di San Giorgio 2), istituita nel 1987 per volontà di Indro Montanelli conserva e valorizza il patrimonio storico di cui è dotata, promuove studi e pubblicazioni sulla storia, le tradizioni e la cultura del territorio comunale, organizza borse di studio e premi di scrittura, intraprende iniziative per la tutela e la valorizzazione del patrimonio storico, culturale ed ambientale di Fucecchio. Sono inoltre visitabili, al suo interno, le "Stanze" con numerosi arredi e testimonianze relative a Indro Montanelli.

### Biblioteche
- Biblioteca comunale "Indro Montanelli" (Piazza di Vittorio 26/a), composta da una sezione generale aperta a consultazione o prestito, una riservata a riviste e quotidiani; una dedicata alla documentazione locale e uno scaffale multilingue. Presente, inoltre, uno dei più ricchi archivi storici comunali (archivio Egisto Lotti).
- Ludoteca "Albero fatato" (Piazza di Vittorio 26/a), sezione dedicata ai ragazzi all'interno della biblioteca comunale con testi per ricerche scolastiche, libri di narrativa per ragazzi ed uno spazio riservato ai più piccoli.

### Stampa
A Fucecchio hanno sede la rivista trimestrale Erba d'Arno, dedicata a temi letterari e culturali, con testi inediti di autori contemporanei, e il magazine trimestrale Reality, che tratta argomenti legati al territorio.

## Geografia antropica

### Suddivisioni storiche
A partire dal 1980, per la disputa del Palio di Fucecchio, il territorio del comune è stato suddiviso in 14 contrade:
- Contrada Borgonovo
- Contrada Botteghe
- Contrada Cappiano
- Contrada Ferruzza
- Contrada Massarella
- Contrada Porta Bernarda
- Contrada Porta Raimonda
- Contrada Querciola
- Contrada Samo
- Contrada San Pierino
- Contrada Sant'Andrea
- Contrada Torre
- Contrada Galleno
- contrada le Vedute

### Frazioni
Il territorio comunale è diviso in varie frazioni Botteghe, Galleno, Le Vedute, Massarella, Le Pinete, Ponte a Cappiano, Querce, San Pierino e Torre.

#### Galleno
Il centro della frazione sorge sulla Via Francigena, e proprio ad essa deve il suo sviluppo in età antica, infatti durante il Medioevo i mercanti che la percorrevano erano soliti sostare nel borgo.
I primi documenti risalenti all'XI secolo, indicano Galleno come un piccolo borgo, nel 1113 passò sotto la signoria del Vescovo di Lucca. A partire dal 1284 si sottomise al comune di Fucecchio.
A Galleno si trova un tratto di circa 800 metri dell'antico selciato in ottimo stato di conservazione.
Nel 1993 è stato fondato il comitato civico Pro Via Francigena, ingranditosi anno dopo anno, grazie ad alcuni volontari, oggi l'associazione si occupa della manutenzione del tratto, e dell'accoglienza dei pellegrini.
Parte della frazione ricade nel territorio comunale di Castelfranco di Sotto, in provincia di Pisa.

#### Le Botteghe
Si tratta di una frazione che si è sviluppata dalla metà del XX secolo sotto la spinta del miracolo economico intorno ad un minuscolo agglomerato di case e una pieve, pertanto, costituita da un'ampia zona artigianale e una piccola zona residenziale pedecollinare.

#### Le Vedute
Si erge sopra l'abitato di Ponte a Cappiano, fin dal Medioevo fu luogo di venerazione, per la presenza di un'immagine della Vergine, trasferita nel 1730 nel capoluogo.

#### Massarella
Anticamente chiamata “Massa Piscatoria”, è citata per la prima volta nel 998 per la presenza della Pieve di S.Maria. Dopo essere passata, intorno al mille, sotto il potere dei Conti Cadolingi, fu in parte venduta nel 1113 al Vescovo di Lucca, dopo l'estinzione della dinastia cadolingia.
Intorno al 1200 si dotò di un proprio statuto e di mura fortificate, per garantirsi autonomia e protezione, tuttavia nel 1309, con il consenso del comune di Lucca, chiese e ottenne di unirsi sotto Fucecchio. Tra il 1320 e il 1328, come tutto il territorio fucecchiese, divenuto rifugio di famiglie guelfe scappate da Lucca, fu distrutta da Castruccio Castracani, che cancellò anche tutti gli atti amministrativi esistenti. Dopo la furia di Castruccio, Massarella fu colpita da peste e carestia, tantoché fu completamente abbandonata. Intorno al 1523 la frazione iniziò a ripopolarsi, dopoché il comune cedette in affitto l'ex castello.

#### Le Pinete
Centro abitato di circa 300 abitanti, Pinete si trova nel cuore delle Colline delle Cerbaie. Presenti attività produttive legate al legname e una scuola per l'infanzia. Da notare la chiesa di San Rocco (patrono di Pinete), portata a termine nel 1950 e oggi facente parte della parrocchia di Galleno. Nel centro abitato si trovava fino al 1990 circa una sorgente d'acqua nota come "Fonte della Salute" la quale era riconosciuta avere effetti benefici e disintossicanti.

#### Ponte a Cappiano
Ponte a Cappiano ospita il maggiore polo industriale del comune, ma vanta anche una storia antica quanto quella del capoluogo nonostante l'assenza di architetture o resti che lo ricordino. Della prima metà del XVI secolo, invece, è possibile ammirare la versione medicea del ponte sul canale Usciana e l'impianto originale della Villa La Palagina, poi ampliata e modificata nei secoli successivi. Nella piazza principale della frazione si ergeva la ferriera granducale e il palazzo dei granai (fine XV inizio XVI sec.) dove è ancora possibile leggere il riferimento a Ferdinando I De' Medici e più esattamente al di lui settimo figlio, Lorenzo.

#### Querce
Situata ai confini con le province di Lucca e Pistoia, la frazione ospita il Santuario della Madonna della Querce, eretto nel 1639 sulle fondamenta di una chiesa costruita nel IX secolo in seguito alle testimonianze di alcune visioni della Vergine. Nel luogo delle apparizioni si trova oggi una piccola cappella chiamata "la Cellina". Presenti diverse attività produttive, un ufficio postale e la scuola elementare Carlo Lorenzini.

#### San Pierino
La frazione occupa totalmente l'unica parte del territorio comunale situata sulla riva sinistra del fiume Arno. Proprio il fiume è stato per anni la risorsa principale della frazione, i suoi abitanti erano perlopiù pescatori, renaioli e navicellai. Attualmente San Pierino si è notevolmente popolato, frutto dell'espansione edilizia che ha interessato le zone campagnole.

#### Torre
I primi documenti esistenti, databili intorno al 1018, indicano la presenza di un piccolo agglomerato di case, chiamato "Villa San Gregorio". Nel XII secolo prese il nome di "Ultrario", “oltre il rio”, in riferimento al rio Ramone che la separa da Ponte a Cappiano. Intorno al 1200 si fortificò con mura e una grande torre, da cui deriva il nome attuale. Nel 1309 si sottomise a Fucecchio, a causa delle povere condizioni in cui gravava. Tra il XVI e il XVIII secolo, il borgo era sotto il controllo della famiglia Orlandi di Pescia.

#### Altre località del territorio
- Padule di Fucecchio, 1.800 ettari di estensione per una delle più importanti aree umide della Toscana. Si estende tra le Province di Firenze e Pistoia e il principale apporto idrico deriva da corsi d'acqua provenienti dalle pendici preappenniniche, mentre l'unico emissario è il canale Usciana, che sfocia nei pressi di Montecalvoli. Circa 230 ettari sono protetti da Riserve Naturali mentre le parti restanti rientrano nelle relative Aree Contigue. L'associazione Il Padule si occupa di preservare il territorio e allo stesso tempo promuovere visite guidate ed eventi all'interno della natura. Oltre alle ricchezze naturalistiche il Padule è legato anche alla storia locale, in particolare alle vicende delle famiglie dei Medici e dei Lorena, ma anche alle tragedie della seconda guerra mondiale: il 23 agosto 1944, infatti, è la data dell'eccidio perpetrato ad opera dei nazifascisti, in cui persero la vita 175 civili.
- Boschi delle Cerbaie, sito di interesse comunitario (SIC) che si estende tra le frazioni di Pinete, Torre e Vedute. Un'immersione nella natura incontaminata, rimasta ancora intatta nonostante la vicinanza con il paese, e in cui non a caso è possibile trovare ancora piante rarissime e anche animali come scoiattoli, tassi o istrici. In anni recenti una parte di quest'area è stata interessata da un progetto di valorizzazione realizzato dal Comune, in cui si sono andati a costituire 7,5 km di sentieri escursionistici. L'Ecoistituto delle Cerbaie e il Consorzio Forestale delle Cerbaie provvedono alla valorizzazione e promozione di quest'area e degli eventi ad essa collegati.
- Via Francigena e Romea Strata, il territorio di Fucecchio si trova nell'itinerario della Via Francigena e della Romea Strata[16] e rientra, nello specifico, della tappa nº29 dell'itinerario ufficiale che il vescovo di Canterbury seguì per arrivare alla Città Eterna. Fucecchio è inoltre il Comune capofila dell'Aggregazione Centro Sud della Via Francigena Toscana, di cui fa parte insieme a Santa Croce sull'Arno, Castelfranco di Sotto, San Miniato, Castelfiorentino, Montaione e Gambassi Terme.

## Economia
Fucecchio è un centro caratterizzato principalmente da aziende del settore industriale (conciario e calzaturiero) e del settore terziario (elevata presenza di piccole imprese). In particolare nei comuni del Distretto del Cuoio si concentra la quasi totalità dell'industria conciaria toscana (il 28,% di quella nazionale). L'economia del territorio si basa in particolare sulla lavorazione della pelle per scarpe, borse e abbigliamento, rinomata a livello sia nazionale che internazionale.
Per quanto riguarda il settore agricolo la produzione riguarda principalmente prodotti tipici di qualità come olio, vino e spumante.

## Amministrazione

Gonfalone comunale

Di seguito è presentata una tabella relativa alle amministrazioni che si sono succedute in questo comune.
| Periodo        | Periodo        | Primo cittadino  | Partito                                                        | Carica  | Note   |
| -------------- | -------------- | ---------------- | -------------------------------------------------------------- | ------- | ------ |
| 4 luglio 1986  | 26 luglio 1990 | Antonio Marrucci | Partito Comunista Italiano                                     | Sindaco | [ 17 ] |
| 31 luglio 1990 | 24 aprile 1995 | Antonio Marrucci | Partito Comunista Italiano, Partito Democratico della Sinistra | Sindaco | [ 17 ] |
| 26 aprile 1995 | 14 giugno 1999 | Florio Talini    | Partito Democratico della Sinistra                             | Sindaco | [ 17 ] |
| 14 giugno 1999 | 14 giugno 2004 | Florio Talini    | centro-sinistra                                                | Sindaco | [ 17 ] |
| 15 giugno 2004 | 8 giugno 2009  | Claudio Toni     | centro-sinistra                                                | Sindaco | [ 17 ] |
| 8 giugno 2009  | 26 maggio 2014 | Claudio Toni     | Partito Democratico                                            | Sindaco | [ 17 ] |
| 26 maggio 2014 | 27 maggio 2019 | Alessio Spinelli | Partito Democratico                                            | Sindaco | [ 17 ] |
| 27 maggio 2019 | 10 giugno 2024 | Alessio Spinelli | Partito Democratico                                            | Sindaco | [ 17 ] |
| 10 giugno 2024 | in carica      | Emma Donnini     | Partito Democratico                                            | Sindaco | [ 17 ] |

### Gemellaggi
Nel 2010 il comune di Fucecchio ha avviato un rapporto di scambio culturale con il comune francese di Nogent Sur Oise che ha portato alla firma, nello stesso anno, di un patto di amicizia. Il 19 aprile 2015 è stato sottoscritto ufficialmente il gemellaggio tra Fucecchio e Nogent Sur Oise. Il patto si pone come obiettivo quello di perseguire lo sviluppo e il benessere di entrambi i popoli, rafforzando le proprie relazioni sociali, economiche, turistiche e culturali attraverso incontri e scambi.
- Nogent-sur-Oise

## Sport

### Calcio
Il gioco del calcio ha una lunga tradizione: nel 1903 venne fondata la prima squadra di calcio, che con il nome di "Saffa Fucecchio" arrivò alla serie C negli anni trenta, e di nuovo, con il nome di "Vigor Fucecchio" negli anni quaranta. A più riprese fino agli anni duemila giocò nel Campionato Interregionale, cessando l’attività nel 2004. Nello stesso anno è nata l'A.C. Fucecchio A.S.D., ripartita dalla Terza Categoria che attualmente milita nel Campionato di Eccellenza
Il campo di gioco è lo stadio "Filippo Corsini" inaugurato nel 1927 e dedicato al Principe deceduto l’anno precedente, proprietario dei terreni su cui fu costruito per volontà del figlio Tommaso.
Nella frazione di Ponte a Cappiano è presente la società calcistica Ponte a Cappiano F.C., rinata nel 2009 dalle ceneri del Cappiano Romaiano che partecipò a 6 campionati professionistici di quarto livello nazionale dopo aver vinto il campionato di Serie D.

### Ciclismo
Nella frazione di Torre la società Unione Ciclistica La Torre 1949 ASD organizza ogni anno il Gran Premio La Torre, classica per ciclisti della categoria dilettanti Elite/Under-23 inserita nel calendario della Federciclismo come prova regionale (classe 1.19). La prima edizione del Gran Premio risale al 1949; nell'albo d'oro della prova rientrano i nomi di Alessandro Pozzi, Michele Bartoli, Luca Scinto, Rinaldo Nocentini, Pierpaolo De Negri, Davide Martinelli, Alessandro Covi e Samuele Battistella, tutti poi vittoriosi anche nel professionismo.

### Pallacanestro
La società G.S. Folgore Fucecchio attualmente milita nel campionato di Serie C Silver.

### Pallavolo
La società Volley Fucecchio svolge attività senior maschile e partecipa ai campionati di Serie C e UISP Amatori.
La prima squadra senior della società A.S.D. Pallavolo Fucecchio attualmente milita in Serie C.